# گیرنده گلوتامات

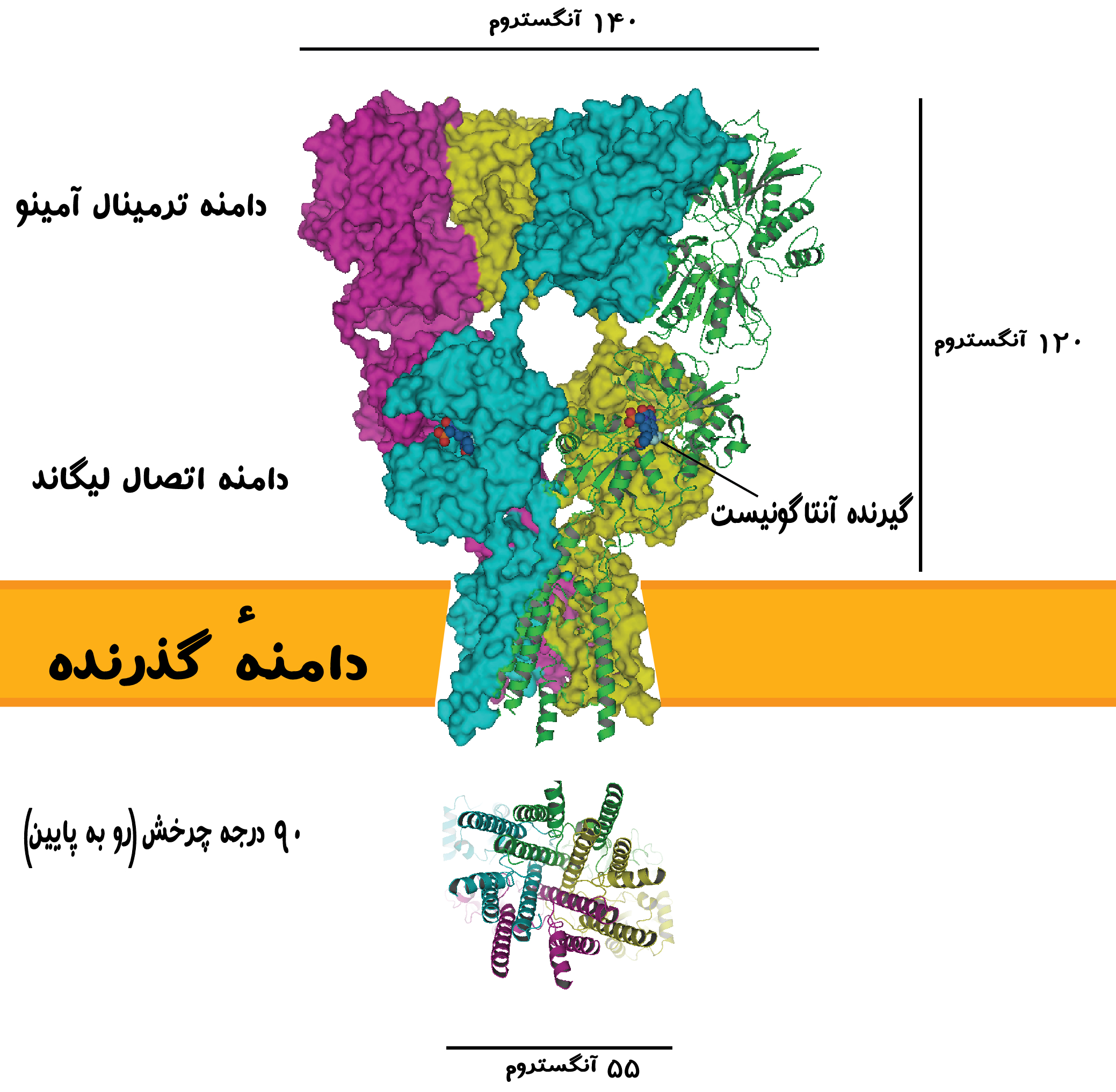
گیرنده AMPA متصل به یک آنتاگونیست گلوتامات که پایانه آمینه، اتصال لیگاند و دامنه گذر غشایی، PDB 3KG2 را نشان می‌دهد.

اسید گلوتامیک

گیرنده‌های گلوتامات گیرنده‌های سیناپسی و غیرسیناپسی هستند که عمدتاً بر روی غشای سلول‌های عصبی و گلیال قرار دارند. گلوتامات (پایه مزدوج اسید گلوتامیک) در بدن انسان فراوان است، اما به ویژه در سیستم عصبی و به ویژه در مغز انسان که برجسته‌ترین انتقال دهنده عصبی بدن، انتقال دهنده عصبی تحریکی اصلی مغز، و همچنین پیش ساز گاما آمینوبوتیریک اسید است. انتقال دهنده عصبی بازدارنده اصلی مغز است. گیرنده‌های گلوتامات مسئول تحریک پس سیناپسی سلول‌های عصبی با واسطه گلوتامات هستند و برای سیناپس، شکل‌گیری حافظه، یادگیری و تنظیم مهم هستند.
گیرنده‌های گلوتامات در تعدادی از شرایط عصبی نقش دارند. نقش مرکزی آنها در مسمومیت برانگیختگی و شیوع در دستگاه عصبی مرکزی با بسیاری از بیماری‌های نورودژنراتیو مرتبط یا گمان می‌رود و چندین بیماری دیگر با جهش‌های ژن گیرنده گلوتامات یا فعالیت اتوآنتی‌ژن / پادتن گیرنده مرتبط است.

## عملکرد

### گلوتامات
گلوتامات برجسته‌ترین انتقال دهنده عصبی در بدن است و انتقال دهنده عصبی ناقل عصبی اصلی است که در بیش از ۵۰٪ بافت عصبی وجود دارد. گلوتامات در ابتدا به عنوان یک انتقال دهنده عصبی در مطالعات حشرات در اوایل دهه ۱۹۶۰ کشف شد.
گلوتامات همچنین توسط مغز برای سنتز گاما آمینوبوتیریک اسید (γ-آمینوبوتیریک اسید)، انتقال دهنده عصبی بازدارنده اصلی دستگاه عصبی مرکزی پستانداران استفاده می‌شود. گابا در تنظیم تحریک پذیری عصبی در سراسر دستگاه عصبی نقش دارد و همچنین مسئول مستقیم تنظیم تون عضلانی در انسان است.

### گیرنده‌های گلوتامات
گیرنده‌های گلوتامات پستانداران بر اساس فارماکولوژی آنها طبقه‌بندی می‌شوند. با این حال، گیرنده‌های گلوتامات در سایر ارگانیسم‌ها فارماکولوژی متفاوتی دارند و بنابراین این طبقه‌بندی‌ها معتبر نیستند. به نظر می‌رسد یکی از عملکردهای اصلی گیرنده‌های گلوتامات، تعدیل شکل‌پذیری سیناپسی است، ویژگی مغز که تصور می‌شود برای حافظه و یادگیری حیاتی است. نشان داده شده‌است که هر دو گیرنده متابوتروپیک و یونوتروپیک گلوتامات بر انعطاف‌پذیری سیناپسی تأثیر دارند. افزایش یا کاهش تعداد گیرنده‌های گلوتامات یونوتروپیک در یک سلول پس سیناپسی ممکن است به ترتیب منجر به تقویت طولانی مدت یا افسردگی طولانی مدت آن سلول شود. علاوه بر این، گیرنده‌های متابوتروپیک گلوتامات ممکن است با تنظیم سنتز پروتئین پس سیناپسی از طریق دستگاه‌های پیام رسان دوم، انعطاف‌پذیری سیناپسی را تعدیل کنند. تحقیقات نشان می‌دهد که گیرنده‌های گلوتامات در سلول‌های گلیال CNS و همچنین نورون‌ها وجود دارند. پیشنهاد می‌شود که این گیرنده‌های گلوتامات نقشی در تعدیل بیان ژن در سلول‌های گلیال، هم در طول تکثیر و تمایز سلول‌های پیش‌ساز گلیال در رشد مغز و هم در سلول‌های گلیال بالغ، ایفا کنند.

## انواع
گیرنده‌های یونوتروپیک گلوتامات (iجی ال یو آرs) منافذ کانال یونی را تشکیل می‌دهند که با اتصال گلوتامات به گیرنده فعال می‌شود. گیرنده‌های متابوتروپیک گلوتامات (mجی ال یو آرs) از طریق یک آبشار انتقال سیگنال بر سلول تأثیر می‌گذارند و ممکن است عمدتاً فعال‌کننده (mجی ال یو آر 1/5) یا عمدتاً بازدارنده (mجی ال یو آر 2/3 و mجی ال یو آر 4/6/7/8) باشند. گیرنده‌های یونوتروپیک در انتقال اطلاعات سریع‌تر هستند، اما گیرنده‌های متابوتروپیک با یک محرک طولانی‌تر همراه هستند. آبشار سیگنال دهی ناشی از فعال‌سازی گیرنده متابوتروپیک به این معنی است که حتی یک سیگنال سیناپسی نسبتاً کوتاه یا کوچک می‌تواند اثرات بزرگ و طولانی‌مدت داشته باشد، یعنی دستگاه می‌تواند «بهره» بالایی داشته باشد. فعال سازی گیرنده ان ام دی ای بسیار پیچیده‌است، زیرا باز شدن کانال نه تنها به اتصال گلوتامات بلکه به گلیسین یا سرین به‌طور همزمان در یک مکان جداگانه نیاز دارد و همچنین درجه ای از وابستگی به ولتاژ را به دلیل اتصال روی یا Mg 2 + در منافذ نشان می‌دهد. علاوه بر این، جریان‌های Ca2 + از طریق گیرنده ان ام دی ای نه تنها پتانسیل غشا را تعدیل می‌کنند، بلکه به عنوان یک سیستم پیام رسان مهم دوم عمل می‌کنند. دینامیک خاص ان ام دی ایR به آن اجازه می‌دهد تا به عنوان یک آشکارساز تصادف عصبی عمل کند، و جریان‌های ان ام دی ایR Ca 2+ در شکل‌پذیری سیناپسی (LTP و LTD) و یادگیری و حافظه به‌طور کلی حیاتی هستند.
از میان بسیاری از زیرگروه‌های خاص گیرنده‌های گلوتامات، مرسوم است که به زیرگروه‌های اولیه توسط یک ماده شیمیایی اشاره کنیم که انتخابی‌تر از گلوتامات به آن متصل می‌شود. با این حال، تحقیقات همچنان ادامه دارد، زیرا زیرگروه‌ها شناسایی می‌شوند و قرابت‌های شیمیایی اندازه‌گیری می‌شوند. چندین ترکیب به‌طور معمول در تحقیقات گیرنده گلوتامات استفاده می‌شود و با زیرگروه‌های گیرنده مرتبط است:
| تایپ کنید          | نام | آگونیست(ها) | آنتاگونیست‌ها           |
| یونوتروپیک         | گیرنده ان ام دی ای | ان ام دی ای | کتامین                 |
| یونوتروپیک         | گیرنده کاینات | کاینات      | UBP-302                |
| یونوتروپیک         | گیرنده AMPA | AMPA        | پرامپانل               |
| گروه ۱ متابوتروپیک | mجی ال یو آر <sub id="mwnw">1</sub> ، mجی ال یو آر <sub id="mwoQ">5</sub>                                                                             | DHPG        | LY-344,545             |
| متابوتروپیک گروه ۲ | mجی ال یو آر <sub id="mwqg">2</sub> ، mجی ال یو آر <sub id="mwrA">3</sub>                                                                             | DCG-IV      | LY-341,495             |
| متابوتروپیک گروه ۳ | mجی ال یو آر <sub id="mwtQ">4</sub> ، mجی ال یو آر <sub id="mwtw">6</sub> ، mجی ال یو آر <sub id="mwuQ">7</sub> ، mجی ال یو آر <sub id="mwuw">8</sub> | L-AP4       | MMPIP (mجی ال یو آر 7) |

به دلیل تنوع گیرنده‌های گلوتامات، زیرواحدهای آنها توسط خانواده‌های ژنی متعدد کدگذاری می‌شوند. شباهت‌های توالی بین پستانداران منشأ تکاملی مشترکی را برای بسیاری از ژن‌های mجی ال یو آر و همه iجی ال یو آر نشان می‌دهد. حفاظت از چارچوب‌های خواندن و مکان‌های اتصال ژن‌های جی ال یو آر بین شامپانزه‌ها و انسان‌ها کامل شده‌است، که نشان می‌دهد هیچ تغییر ساختاری فاحشی پس از جدا شدن انسان از جد مشترک انسان و شامپانزه وجود ندارد. با این حال، این احتمال وجود دارد که دو جایگزینی اسید آمینه «ثابت» اختصاصی انسان، D71G در GRIN3A و R727H در GRIN3B، به‌طور خاص با عملکرد مغز انسان مرتبط باشند.

### یونوتروپیک
زیرواحدهای گیرنده گلوتامات یونوتروپیک پستانداران و ژنهای آنها:
| خانواده گیرنده پستانداران | زیر واحد (نامگذاری قدیمی) | ژن     | کروموزوم {{سخ}} (انسان) |
| ------------------------- | ------------------------- | ------ | ----------------------- |
| AMPA                      | GluA1 (جی ال یو آر 1)     | GRIA1  | 5q33                    |
| AMPA                      | GluA2 (جی ال یو آر 2)     | GRIA2  | 4q32-33                 |
| AMPA                      | GluA3 (جی ال یو آر 3)     | GRIA3  | Xq25-26                 |
| AMPA                      | GluA4 (جی ال یو آر 4)     | GRIA4  | 11q22-23                |
| کاینات                    | GluK1 (جی ال یو آر 5)     | GRIK1  | 21q21.1-22.1            |
| کاینات                    | GluK2 (جی ال یو آر 6)     | GRIK2  | 6q16.3-q21              |
| کاینات                    | GluK3 (جی ال یو آر 7)     | GRIK3  | 1p34-p33                |
| کاینات                    | GluK4 (KA-1)              | GRIK4  | 11q22.3                 |
| کاینات                    | GluK5 (KA-2)              | GRIK5  | 19q13.2                 |
| ان ام دی ای               | GluN1 (NR1)               | GRIN1  | 9q34.3                  |
| ان ام دی ای               | GluN2A (NR2A)             | GRIN2A | 16p13.2                 |
| ان ام دی ای               | GluN2B (NR2B)             | GRIN2B | 12 p12                  |
| ان ام دی ای               | GluN2C (NR2C)             | GRIN2C | 17q24-q25               |
| ان ام دی ای               | GluN2D (NR2D)             | GRIN2D | 19q13.1qter             |
| ان ام دی ای               | GluN3A (NR3A)             | GRIN3A | 9q31.1                  |
| ان ام دی ای               | GluN3B (NR3B)             | GRIN3B | 19p13.3                 |

### متابوتروپیک
گیرنده‌های گلوتامات متابوتروپیک پستانداران همگی mجی ال یو آر# نامیده می‌شوند و بیشتر به سه گروه تقسیم می‌شوند:
| گروه | گیرنده         | ژن   | کروموزوم {{سخ}} (انسان) | اثر |
| ---- | -------------- | ---- | ----------------------- | --- |
| 1    | mجی ال یو آر 1 | GRM1 | 6q24                    | افزایش غلظت Ca2 + در سیتوپلاسم.                                                                        |
| 1    | mجی ال یو آر 5 | GRM5 | 11q14.3                 | با فعال کردن کانال‌های یونی K + از سلول آزاد می‌شود                                                      |
| 2    | mجی ال یو آر 2 | GRM2 | 3p21.2                  | مهار آدنیلیل سیکلاز باعث خاموش شدن مسیر وابسته به cAMP می‌شود. {{سخ}} و بنابراین مقدار cAMP کاهش می‌یابد |
| 2    | mجی ال یو آر 3 | GRM3 | 7q21.1-q21.2            | مهار آدنیلیل سیکلاز باعث خاموش شدن مسیر وابسته به cAMP می‌شود. {{سخ}} و بنابراین مقدار cAMP کاهش می‌یابد |
| 3    | mجی ال یو آر 4 | GRM4 | 6p21.3                  | فعال‌سازی کانال‌های Ca2 +، اجازه می‌دهد تا Ca2 + بیشتری وارد سلول شود                                     |
| 3    | mجی ال یو آر 6 | GRM6 | 5q35                    | فعال‌سازی کانال‌های Ca2 +، اجازه می‌دهد تا Ca2 + بیشتری وارد سلول شود                                     |
| 3    | mجی ال یو آر 7 | GRM7 | 3p26-p25                | فعال‌سازی کانال‌های Ca2 +، اجازه می‌دهد تا Ca2 + بیشتری وارد سلول شود                                     |
| 3    | mجی ال یو آر 8 | GRM8 | 7q31.3-q32.1            | فعال‌سازی کانال‌های Ca2 +، اجازه می‌دهد تا Ca2 + بیشتری وارد سلول شود                                     |

در سایر موجودات (غیر پستانداران)، طبقه‌بندی و ترکیب زیر واحد گیرنده‌های گلوتامات متفاوت است.

## ساختار، مکانیسم و عملکرد
گیرنده‌های گلوتامات عمدتاً در دستگاه عصبی مرکزی وجود دارند. این گیرنده‌ها را می‌توان بر روی دندریت‌های سلول‌های پس سیناپسی یافت و به گلوتامات آزاد شده در شکاف سیناپسی توسط سلول‌های پیش سیناپسی متصل می‌شود. آنها همچنین روی آستروسیت‌ها و الیگودندروسیت‌ها وجود دارند. گیرنده‌های یونوتروپیک و متابوتروپیک گلوتامات، به استثنای ان ام دی ای، روی سلول‌های گلیال کشت شده یافت می‌شوند که می‌توانند در پاسخ به گلوتامات باز شوند و باعث شوند سلول‌ها پیام رسان‌های دوم را برای تنظیم بیان ژن و آزادسازی ترکیبات عصبی فعال کنند. علاوه بر این، برش‌های مغز نشان می‌دهند که گیرنده‌های گلوتامات به‌طور همه‌جا در آستروسیت‌های در حال رشد و بالغ و الیگودندروسیت‌ها در داخل بدن بیان می‌شوند. به همین دلیل تصور می‌شود که گیرنده‌های گلوتامات گلیال برای رشد سلول‌های گلیال حیاتی هستند.

### یونوتروپیک
گیرنده‌های گلوتامات یونوتروپیک، طبق تعریف، کانال‌های کاتیونی غیرانتخابی با لیگاند هستند که در پاسخ به اتصال گلوتامات، جریان K +، Na + و گاهی Ca2 + را امکان‌پذیر می‌سازند. (در کرم الگانس و مگس سرکه، زیرواحدهای اختصاصی بی مهرگان، جریان یونهای کلرید منفی را به جای کاتیونها فعال می‌کنند. پس از اتصال، آگونیست عمل مستقیم منافذ مرکزی گیرنده، یک کانال یونی را تحریک می‌کند و اجازه جریان یون را می‌دهد و باعث ایجاد جریان پس سیناپسی تحریکی (EPSC) می‌شود. این جریان دپلاریز کننده است و اگر گیرنده‌های گلوتامات به اندازه کافی فعال شوند، ممکن است باعث ایجاد پتانسیل عمل در نورون پس سیناپسی شود. همگی جریان پس سیناپسی تحریکی تولید می‌کنند، اما سرعت و مدت جریان برای هر نوع متفاوت است. گیرنده‌های ان ام دی ای دارای یک محل اتصال داخلی برای یک یون Mg 2+ هستند که یک بلوک وابسته به ولتاژ ایجاد می‌کند که با جریان مثبت به بیرون از بین می‌رود. از آنجایی که بلوک باید با جریان بیرونی حذف شود، گیرنده‌های ان ام دی ای برای باز شدن به EPSC تولید شده توسط گیرنده‌های AMPA تکیه می‌کنند. گیرنده‌های ان ام دی ای به Ca 2+ نفوذپذیر هستند، که یک کاتیون مهم در دستگاه عصبی است و با تنظیم ژن مرتبط است. تصور می‌شود که جریان Ca2 + از طریق گیرنده‌های ان ام دی ای باعث تقویت طولانی‌مدت (LTP، اثربخشی سیناپس) و افسردگی طولانی‌مدت (LTD) با انتقال آبشارهای سیگنالینگ و تنظیم بیان ژن می‌شود.

### متابوتروپیک
گیرنده‌های متابوتروپیک گلوتامات، که متعلق به زیرخانواده C از گیرنده‌های جفت شده با پروتئین G هستند، به سه گروه تقسیم می‌شوند که در مجموع دارای هشت زیرگروه هستند (در پستانداران، این لزوماً برای اکثر موجودات صدق نمی‌کند). mجی ال یو آرها از سه ناحیه مجزا تشکیل شده‌اند: ناحیه خارج سلولی، ناحیه گذر غشایی و ناحیه داخل سلولی. ناحیه خارج سلولی از یک ماژول فلای تله زهره (VFT) تشکیل شده‌است که گلوتامات را متصل می‌کند، و یک دامنه غنی از سیستئین که تصور می‌شود نقشی در انتقال تغییر ساختاری ناشی از اتصال لیگاند از ماژول VFT به غشاء دارد. منطقه ناحیه گذر غشایی از هفت حوزه گذر غشایی تشکیل شده و ناحیه خارج سلولی را به ناحیه داخل سلولی که در آن جفت شدن پروتئین G رخ می‌دهد، متصل می‌کند. اتصال گلوتامات به ناحیه خارج سلولی mجی ال یو آر باعث می‌شود که پروتئین‌های G متصل به ناحیه داخل سلولی فسفریله شوند و بر چندین مسیر بیوشیمیایی و کانال‌های یونی در سلول تأثیر بگذارند. به همین دلیل، mجی ال یو آرها می‌توانند تحریک پذیری سلول پس سیناپسی را افزایش یا کاهش دهند، در نتیجه باعث ایجاد طیف گسترده‌ای از اثرات فیزیولوژیکی می‌شوند.

### خارج از دستگاه عصبی مرکزی
تصور می‌شود گیرنده‌های گلوتامات مسئول دریافت و انتقال محرک‌های طعم اومامی هستند. گیرنده‌های طعم از خانواده T1R، متعلق به همان کلاس GPCR به عنوان گیرنده‌های متابوتروپیک گلوتامات درگیر هستند. علاوه بر این، mجی ال یو آرs و همچنین گیرنده‌های گلوتامات یونوتروپیک در سلول‌های عصبی، در جوانه‌های چشایی یافت شده‌اند و ممکن است به طعم اومامی کمک کنند. تعداد زیادی زیر واحد گیرنده گلوتامات یونوتروپیک توسط بافت قلب بیان می‌شوند، اما عملکرد خاص آنها هنوز ناشناخته است. وسترن بلات و شمال بلات وجود iجی ال یو آرs را در بافت قلب تأیید کردند. ایمونوهیستوشیمی iجی ال یو آرها را در پایانه‌های عصبی قلب، گانگلیون‌ها، فیبرهای رسانا و برخی از میوکاردوسیت‌ها قرار داد. گیرنده‌های گلوتامات (همان‌طور که در بالا ذکر شد) در سلول‌های جزایر پانکراس نیز بیان می‌شوند. AMPA iجی ال یو آرs ترشح انسولین و گلوکاگون را در لوزالمعده تعدیل می‌کند و امکان درمان دیابت از طریق آنتاگونیست‌های گیرنده گلوتامات را باز می‌کند. پایانه‌های عصبی حسی کوچک بدون میلین در پوست نیز گیرنده‌های ان ام دی ای و غیر ان ام دی ای را بیان می‌کنند. تزریق زیر جلدی مسدودکننده‌های گیرنده در موش‌ها با موفقیت پوست را از التهاب ناشی از فرمالین بی‌درد کرد و احتمال هدف قرار دادن گیرنده‌های گلوتامات محیطی در پوست را برای درمان درد افزایش داد.

## پیامدهای کلینیکی
شرایط و علائم پزشکی خاص در زیر مورد بحث قرار گرفته‌است.

### برهمکنش‌های خودایمنی و آنتی‌بادی با گیرنده‌های گلوتامات و ژن‌های زیر واحد آنها
اختلالات عصبی مختلف با فعالیت آنتی‌بادی یا اتوآنتی ژن مرتبط با گیرنده‌های گلوتامات یا ژن‌های زیر واحد آنها همراه هستند (مثلا جی ال یو آر۳ در انسفالیت راسموسن، و جی ال یو آر۲ در دژنراسیون اولیووپونتوسربلار غیر خانوادگی). در سال ۱۹۹۴ نشان داده شد که جی ال یو آر۳ به عنوان یک اتوآنتی ژن در آنسفالیت راسموسن عمل می‌کند، که منجر به این گمانه زنی شد که فعالیت خودایمنی ممکن است زمینه‌ساز این بیماری باشد. چنین یافته‌هایی «پیشنهاد می‌کنند» که پیوندهای بین گیرنده‌های گلوتامات و فعل و انفعالات خودایمنی ممکن است و ممکن است در برخی از بیماری‌های دژنراتیو قابل توجه باشد، با این حال نقش دقیق چنین آنتی‌بادی‌هایی در تظاهرات بیماری هنوز کاملاً مشخص نیست.

### سمیت تحریکی
تحریک بیش از حد گیرنده‌های گلوتامات باعث تخریب عصبی و آسیب عصبی از طریق فرآیندی به نام اکسیتوتوکسیته می‌شود. گلوتامات بیش از حد یا اکسیتوتوکسین‌هایی که روی همان گیرنده‌های گلوتامات عمل می‌کنند، گیرنده‌های گلوتامات (مخصوصاً ان ام دی ایRs) را بیش از حد فعال می‌کنند و باعث می‌شوند سطوح بالای یون‌های کلسیم (Ca2 +) به داخل سلول پس سیناپسی سرازیر شوند.
غلظت بالای Ca 2+ مجموعه ای از فرآیندهای تخریب سلولی را فعال می‌کند که شامل پروتئازها، لیپازها، نیتریک اکساید سنتاز و تعدادی آنزیم است که اغلب به ساختار سلولی آسیب می‌رساند تا حد مرگ سلولی. مصرف یا قرار گرفتن در معرض اکسیتوتوکسین‌هایی که روی گیرنده‌های گلوتامات اثر می‌گذارند می‌تواند باعث ایجاد سمیت تحریکی و ایجاد اثرات سمی بر روی دستگاه عصبی مرکزی شود. این برای سلول‌ها مشکل ساز می‌شود، زیرا به چرخه ای از مرگ سلولی بازخورد مثبت تغذیه می‌کند.
سمیت تحریک گلوتامات ناشی از تحریک بیش از حد گیرنده‌های گلوتامات نیز به استرس اکسیداتیو داخل سلولی کمک می‌کند. سلول‌های گلیال پروگزیمال از یک ضد پورت سیستین/گلوتامات (xCT) برای انتقال سیستین به داخل سلول و گلوتامات به بیرون استفاده می‌کنند. غلظت بیش از حد گلوتامات خارج سلولی xCT را معکوس می‌کند، بنابراین سلول‌های گلیال دیگر سیستین کافی برای سنتز گلوتاتیون (GSH)، یک آنتی‌اکسیدان را ندارند. کمبود GSH منجر به گونه‌های فعال‌تر اکسیژن (ROS) می‌شود که به سلول گلیال آسیب می‌رسانند و می‌کشند، که پس از آن نمی‌تواند گلوتامات خارج سلولی را بازجذب و پردازش کند. این یک بازخورد مثبت دیگر در سمیت تحریک گلوتامات است. علاوه بر این، افزایش غلظت‌های Ca2 + باعث فعال شدن نیتریک اکسید سنتاز (NOS) و سنتز بیش از حد اکسید نیتریک (NO) می‌شود. غلظت بالای NO به میتوکندری‌ها آسیب می‌رساند و منجر به کاهش انرژی بیشتر می‌شود و استرس اکسیداتیو را به نورون اضافه می‌کند زیرا NO یک ROS است.

### تخریب عصبی
در مورد آسیب مغزی تروماتیک یا ایسکمی مغزی (به عنوان مثال، انفارکتوس مغزی یا خونریزی)، تخریب عصبی حاد ناشی از سمیت تحریکی ممکن است از طریق دو فرایند به نورون‌های پروگزیمال گسترش یابد. هیپوکسی و هیپوگلیسمی باعث شکست بیوانرژیک می‌شود. میتوکندری تولید انرژی ATP را متوقف می‌کند. پمپ سدیم/پتاسیم دیگر نمی‌تواند شیب غلظت یون سدیم/پتاسیم را در سراسر غشای پلاسما حفظ کند. انتقال دهنده‌های گلوتامات (EAATs)، که از گرادیان Na + / K + استفاده می‌کنند، انتقال گلوتامات معکوس (جریان) در نورون‌ها و آستروسیت‌های آسیب دیده، و دپلاریزاسیون باعث افزایش انتشار سیناپسی پایین دست گلوتامات می‌شود. علاوه بر این، مرگ سلولی از طریق لیز یا آپوپتوز باعث آزاد شدن گلوتامات سیتوپلاسمی در خارج از سلول پاره شده می‌شود. این دو شکل آزادسازی گلوتامات باعث افزایش مداوم مرگ سلولی اکسیتوتوکسیک و افزایش بیشتر غلظت گلوتامات خارج سلولی می‌شود.
اهمیت گیرنده‌های گلوتامات در سمیت تحریکی نیز آن را با بسیاری از بیماری‌های عصبی مرتبط می‌کند. شرایطی مانند قرار گرفتن در معرض اکسیتوتوکسین‌ها، کهولت سن، استعداد مادرزادی و ضربه مغزی می‌توانند باعث فعال شدن گیرنده گلوتامات و متعاقب آن تخریب عصبی اکسیتوتوکسیک شوند. این آسیب به دستگاه عصبی مرکزی باعث انتشار علائم مرتبط با تعدادی از بیماری‌ها می‌شود.

## شرایط با ارتباط نشان داده شده با گیرنده‌های گلوتامات
تعدادی از بیماری‌ها در انسان با جهش‌های ژنتیکی ژن‌های گیرنده گلوتامات یا برهمکنش‌های اتوآنتی‌ژن / آنتی‌بادی با گیرنده‌های گلوتامات یا ژن‌های آن‌ها ارتباط ثابتی دارند. گیرنده‌های گلوتامات و اختلال در تنظیم (به ویژه آنهایی که منجر به سطوح بیش از حد گلوتامات می‌شوند) نیز یکی از علل مسمومیت برانگیختگی هستند (توضیح داده شده در بالا)، که خود با تعدادی از شرایط تخریب عصبی خاص که در آن مرگ یا تخریب سلول‌های عصبی در مغز نقش دارد یا مرتبط است. در طول زمان رخ می‌دهد.
تحریک بیش از حد گیرنده سیناپسی توسط گلوتامات به‌طور مستقیم با بسیاری از شرایط مرتبط است. منیزیم یکی از آنتاگونیست‌های گیرنده گلوتامات است و کمبود منیزیم با بسیاری از شرایط مرتبط با گیرنده گلوتامات ارتباط دارد.
دریافته شده‌است که گیرنده‌های گلوتامات در ایسکمی / سکته مغزی، تشنج، بیماری پارکینسون، بیماری هانتینگتون و درد، اعتیاد و ارتباط با اختلال کمبود توجه بیش‌فعالی و اوتیسم تأثیر دارند.
در بیشتر موارد، اینها زمینه‌های تحقیقات مداوم هستند.

### دردناک
پردردی مستقیماً با گیرنده‌های ان ام دی ای نخاعی درگیر است. آنتاگونیست‌های ان ام دی ای تجویز شده در یک محیط بالینی عوارض جانبی قابل توجهی ایجاد می‌کنند، اگرچه تحقیقات بیشتری در مورد تجویز داخل نخاعی انجام می‌شود. از آنجایی که گیرنده‌های ان ام دی ای ستون فقرات ناحیه درد را به مرکز پردازش درد مغز یعنی تالاموس مرتبط می‌کند، این گیرنده‌های گلوتامات هدف اصلی برای درمان هستند. یکی از راه‌های پیشنهادی برای مقابله با درد، به صورت ناخودآگاه از طریق تکنیک تجسم است. </link> 

### اختلال کمبود توجه بیش فعالی (ای دی اچ دی)
در سال 2006، ژن زیر واحد گیرنده گلوتامات GRIN2B (مسئول عملکردهای کلیدی در حافظه و یادگیری) با اختلال کمبود توجه بیش‌فعالی مرتبط بود. این به دنبال مطالعات قبلی نشان داد که ارتباطی بین مدولاسیون گلوتامات و بیش فعالی (۲۰۰۱)، و سپس بین بخش رمزکننده ژن حامل املاح SLC1A3 از فرایند ناقل گلوتامات که به کروموزوم 5 (5p12) در اسکن‌های متعدد ژنوم ای دی اچ دی نگاشت شده بود، نشان می‌داد.
جهش‌های بیشتر در چهار ژن مختلف گیرنده متابوتروپیک گلوتامات در مطالعه ای بر روی ۱۰۱۳ کودک مبتلا به اختلال کمبود توجه بیش‌فعالی در مقایسه با ۴۱۰۵ گروه کنترل با غیر ای دی اچ دی شناسایی شد که در مطالعه بعدی روی ۲۵۰۰ بیمار دیگر تکرار شد. حذف و تکرار بر GRM1، GRM5، GRM7 و GRM8 تأثیر گذاشت. این مطالعه به این نتیجه رسید که " CNVهای موثر بر ژن‌های گیرنده متابوتروپیک گلوتامات در همه گروه‌ها غنی شده‌اند (P = ۲٫۱ × ۱۰–۹)"، "بیش از ۲۰۰ ژن در تعامل با گیرنده‌های گلوتامات […] مجموعا تحت تاثیر CNVها قرار گرفتند"، "هاب‌های اصلی از شبکه (ژن‌های تحت تاثیر) شامل TNIK50، GNAQ51، و CALM است، و "این واقعیت که کودکان مبتلا به ای دی اچ دی احتمال بیشتری برای تغییرات در این ژن‌ها دارند، شواهد قبلی را تقویت می‌کند که مسیر GRM در ای دی اچ دی مهم است."
یک مقاله SciBX در ژانویه ۲۰۱۲ اظهار داشت که "تیم‌های دانشگاه پنسیلوانیا و مؤسسه فناوری ماساچوست به طور مستقل روی mجی ال یو آرs به عنوان بازیکنان ای دی اچ دی و اوتیسم همگرا شده‌اند. یافته‌ها نشان می‌دهند که mجی ال یو آرs آزاردهنده در بیماران مبتلا به ای دی اچ دی وجود دارد.»

### اوتیسم
علت اوتیسم ممکن است شامل مکانیسم‌های گلوتاماترژیک بیش از حد باشد. در مطالعات کوچک، ممانتین به‌طور قابل توجهی عملکرد زبان و رفتار اجتماعی را در کودکان مبتلا به اوتیسم بهبود می‌بخشد. تحقیقات در مورد اثرات ممانتین در بزرگسالان مبتلا به اختلالات طیف اوتیسم در حال انجام است.
ارتباط بین گیرنده‌های گلوتامات و اوتیسم نیز از طریق پروتئین ساختاری ProSAP1 SHANK2 و بالقوه ProSAP2 SHANK3 شناسایی شد. نویسندگان مطالعه به این نتیجه رسیدند که این مطالعه "نقش مهم دستگاه‌های گلوتاماترژیک در اوتیسم را نشان می‌دهد" و "با مقایسه داده‌های جهش یافته ProSAP1/Shank2 با موش‌های ProSAP2/Shank3αβ- / -، نشان می‌دهیم که ناهنجاری‌های مختلف در گیرنده گلوتامات سیناپسی بیان می‌تواند باعث تغییر در تعاملات اجتماعی و ارتباطات شود. بر این اساس، ما پیشنهاد می‌کنیم که درمان‌های مناسب برای اختلالات طیف اوتیسم به دقت با فنوتیپ سیناپتوپاتیک زمینه‌ای مطابقت داده شود.»

### دیابت
دیابت یک مورد عجیب و غریب است زیرا تحت تأثیر گیرنده‌های گلوتامات موجود در خارج از دستگاه عصبی مرکزی است و همچنین بر گیرنده‌های گلوتامات در دستگاه عصبی مرکزی تأثیر می‌گذارد.
دیابت شیرین، یک اختلال غدد درون ریز، باعث ایجاد اختلالات شناختی و نقایص پتانسیل طولانی مدت در هیپوکامپ می‌شود و با شکل‌پذیری سیناپسی تداخل می‌کند. نقص‌های پتانسیل طولانی‌مدت در هیپوکامپ به دلیل گیرنده‌های غیرطبیعی گلوتامات است، به ویژه گیرنده‌های گلوتامات ان ام دی ای که در مراحل اولیه بیماری کار نمی‌کنند.
تحقیقات برای بررسی امکان استفاده از هیپرگلیسمی و انسولین برای تنظیم این گیرنده‌ها و بازیابی عملکردهای شناختی در حال انجام است. جزایر پانکراس تنظیم کننده سطح انسولین و گلوکاگون نیز گیرنده‌های گلوتامات را بیان می‌کنند. درمان دیابت از طریق آنتاگونیست‌های گیرنده گلوتامات ممکن است، اما تحقیقات زیادی انجام نشده‌است. مشکل اصلاح جی ال یو آر محیطی بدون داشتن اثرات مضر بر روی دستگاه عصبی مرکزی، که با جی ال یو آر اشباع شده‌است، ممکن است علت این باشد.

### بیماری هانتینگتون
در سال ۲۰۰۴، ژنوتیپ خاصی از جی ال یو آر۶ انسانی کشف شد که تأثیر کمی بر سن شروع بیماری هانتینگتون دارد.
علاوه بر مکانیسم‌های مشابهی که باعث بیماری پارکینسون با توجه به گیرنده‌های ان ام دی ای یا AMPA می‌شود، بیماری هانتینگتون همچنین برای نشان دادن کمبود متابولیک و میتوکندری پیشنهاد شد که نورون‌های جسم مخطط را در معرض فعال شدن بیش از حد گیرنده‌های ان ام دی ای قرار می‌دهد. استفاده از اسید فولیک به عنوان درمان احتمالی هانتینگتون به دلیل مهار هموسیستئین که آسیب‌پذیری سلول‌های عصبی را در برابر گلوتامات افزایش می‌دهد، پیشنهاد شده‌است. این می‌تواند اثر گلوتامات بر گیرنده‌های گلوتامات را کاهش دهد و پاسخ سلول را به سطح ایمن تری کاهش دهد و به سمیت تحریکی نرسد.

### ایسکمی
در طول ایسکمی، مغز دارای غلظت غیرطبیعی بالایی از گلوتامات خارج سلولی است. این به عرضه ناکافی ATP مرتبط است که سطوح انتقال گلوتامات را هدایت می‌کند که غلظت گلوتامات را در تعادل نگه می‌دارد. این معمولاً منجر به فعال شدن بیش از حد گیرنده‌های گلوتامات می‌شود که ممکن است منجر به آسیب عصبی شود. پس از این نوردهی بیش از حد، پایانه‌های پس سیناپسی تمایل دارند گلوتامات را برای مدت طولانی در اطراف نگه دارند، که منجر به مشکل در دپلاریزاسیون می‌شود. به نظر می‌رسد آنتاگونیست‌های گیرنده‌های ان ام دی ای و AMPA فواید زیادی دارند، با کمک بیشتر هر چه زودتر پس از شروع ایسکمی عصبی تجویز شود.

### اسکلروز چندگانه
القای آنسفالومیلیت خودایمنی تجربی در حیوانات به عنوان مدلی برای مولتیپل اسکلروزیس (MS) برخی از گیرنده‌های گلوتامات را به عنوان مسیری برای کاربردهای درمانی بالقوه هدف قرار داده‌است. این تحقیق نشان می‌دهد که گروهی از داروها با گیرنده‌های ان ام دی ای، AMPA و گلوتامات کاینات برای کنترل نفوذپذیری عصبی عروقی، سنتز واسطه‌های التهابی و عملکرد سلول‌های گلیال ساکن از جمله میلین‌سازی CNS تعامل دارند. الیگودندروسیت‌ها در آکسون‌های میلینیت CNS. اختلال میلیناسیون در MS تا حدی به دلیل سمیت تحریکی آن سلول‌ها است. با تنظیم داروهایی که با آن گیرنده‌های گلوتامات تعامل دارند، تنظیم اتصال گلوتامات ممکن است و در نتیجه سطح هجوم Ca2 + را کاهش می‌دهد. آزمایش‌ها بقای الیگودندروسیت را بهبود بخشید و میلین‌سازی مجدد افزایش یافت. علاوه بر این، التهاب CNS، آپوپتوز و آسیب آکسون کاهش یافت.

### بیماری پارکینسون (پارکینسونیسم)
شروع دیررس اختلالات عصبی، مانند بیماری پارکینسون، ممکن است تا حدی به دلیل اتصال گلوتامات گیرنده‌های ان ام دی ای و AMPA گلوتامات باشد. کشت نخاع در شرایط آزمایشگاهی با مهارکننده‌های انتقال گلوتامات منجر به انحطاط نورون‌های حرکتی شد که توسط برخی از آنتاگونیست‌های گیرنده AMPA مانند GYKI 52466 خنثی شد تحقیقات همچنین نشان می‌دهد که گیرنده متابوتروپیک گلوتامات mGlu4 به‌طور مستقیم در اختلالات حرکتی مرتبط با عقده‌های پایه از طریق تعدیل انتخابی گلوتامات در جسم مخطط نقش دارد.

### آنسفالیت راسموسن
در سال ۱۹۹۴ نشان داده شد که جی ال یو آر۳ به عنوان یک اتوآنتی ژن در آنسفالیت راسموسن عمل می‌کند، که منجر به این گمانه زنی شد که فعالیت خودایمنی ممکن است زمینه‌ساز این بیماری باشد.

### روان‌گسیختگی
در اسکیزوفرنی، بیان mRNA برای زیر واحد NR2A گیرنده گلوتامات ان ام دی ای در زیر مجموعه ای از نورون‌های بازدارنده در قشر مغز کاهش یافته‌است. این توسط تنظیم مثبت GABA، یک انتقال دهنده عصبی بازدارنده پیشنهاد می‌شود. در اسکیزوفرنی، بیان زیرواحد NR2A گیرنده‌های NDMA در mRNA از نظر تجربی در ۴۹ تا ۷۳ درصد در نورون‌های GABA که معمولاً آن را بیان می‌کنند، غیرقابل تشخیص بود. اینها عمدتاً در سلول‌های GABA هستند که پروتئین بافر کلسیم پاروالبومین (PV) را بیان می‌کنند، که خاصیت شلیک سریع را نشان می‌دهد و بخش‌های پریزوماتیک (سلول‌های سبد) و آکسو آکسون (سلول‌های لوستر) نورون‌های هرمی را هدف قرار می‌دهد. این مطالعه نشان داد که چگالی نورون‌های PV بیان کننده mRNA NR2A در افراد مبتلا به اسکیزوفرنی تا ۵۰ درصد کاهش یافته‌است.
علاوه بر این، تراکم پایانه‌های گلوتاماترژیک برچسب‌گذاری‌شده ایمونوهیستوشیمیایی با آنتی‌بادی علیه ناقل گلوتامات تاولی vGluT1 نیز کاهشی را نشان داد که به موازات کاهش نورون‌های PV بیان‌کننده NR2A بود. با هم، این مشاهدات نشان می‌دهد که عصب گلوتاماترژیک نورون‌های مهاری حاوی PV در اسکیزوفرنی کمبود دارد. بیان mRNA ژن NR2A همچنین در نورون‌های مهاری که حاوی بافر کلسیم دیگری به نام کالبیندین هستند، تغییر یافته‌است که دندریت‌های نورون‌های هرمی را هدف قرار می‌دهد، و بیان mRNA برای گیرنده جی ال یو آر۵ کاینات در نورون‌های GABA نیز تغییر کرده‌است. در افراد مبتلا به اسکیزوفرنی تغییر یافته‌است.
تحقیقات فعلی آنتاگونیست‌های گیرنده گلوتامات را به عنوان درمان‌های بالقوه برای اسکیزوفرنی مورد هدف قرار می‌دهد. ممانتین، یک آنتاگونیست ضعیف و غیرانتخابی گیرنده ان ام دی ای، به عنوان مکمل درمان با کلوزاپین در یک کارآزمایی بالینی استفاده شد. بیماران اسکیزوفرنی مقاوم بهبودهایی را در علائم منفی و مثبت نشان دادند که بر کاربرد بالقوه آنتاگونیست‌های جی ال یو آر به‌عنوان ضد روان پریشی تأکید کرد. علاوه بر این، تجویز آنتاگونیست‌های غیررقابتی گیرنده ان ام دی ای بر روی مدل‌های موش آزمایش شده‌است. دانشمندان پیشنهاد کرده‌اند که آنتاگونیست‌های خاص می‌توانند بر روی نورون‌های GABAergic عمل کنند، مهار قشر مغز را تقویت کرده و از انتقال بیش از حد گلوتاماترژیک مرتبط با اسکیزوفرنی جلوگیری کنند. این و سایر داروهای ضد روان پریشی غیر معمول را می‌توان با هم برای مهار تحریک پذیری بیش از حد در سلول‌های هرمی و کاهش علائم اسکیزوفرنی استفاده کرد.

### تشنج
کشف شده‌است که گیرنده‌های گلوتامات در شروع صرع نقش دارند. ان ام دی ای و انواع متابوتروپیک برای ایجاد تشنج صرع یافت شده‌است. با استفاده از مدل‌های جوندگان، آزمایشگاه‌ها دریافتند که معرفی آنتاگونیست‌ها به این گیرنده‌های گلوتامات به مقابله با علائم صرع کمک می‌کند. از آنجایی که گلوتامات یک لیگاند برای کانال‌های یونی دریچه لیگاند است، اتصال این انتقال دهنده عصبی دروازه‌ها را باز می‌کند و هدایت سدیم و کلسیم را افزایش می‌دهد. این یون‌ها نقش مهمی در علل تشنج دارند. گیرنده‌های متابوتروپیک گلوتامات گروه 1 (mGlu1 و mGlu5) علت اصلی تشنج هستند، بنابراین استفاده از یک آنتاگونیست برای این گیرنده‌ها به جلوگیری از تشنج کمک می‌کند.

## سایر بیماری‌های مشکوک به پیوند گیرنده گلوتامات

### بیماری‌های تخریب‌کننده عصبی با پیوند مشکوک به سمیت تحریک‌پذیری
بیماری‌های تخریب‌کننده عصبی مشکوک به داشتن پیوندی (حداقل تا حدی) از طریق تحریک گیرنده‌های گلوتامات:
- مجتمع زوال عقل ایدز
- بیماری آلزایمر
- اسکلروز جانبی آمیوتروفیک
- بیماری دستگاه ترکیبی (کمبود ویتامین B12)
- افسردگی / اضطراب
- اعتیاد به مواد مخدر، تحمل و وابستگی
- لرزش اساسی
- گلوکوم
- آنسفالوپاتی کبدی
- آمینواسیدوری هیدروکسی بوتیریک
- هیپرهموسیستئینمی و هموسیستئینوری
- هیپرپرولینمی
- آنسفالوپاتی سرب
- بیماری لبر
- سندرم MELAS
- MERRF
- ناهنجاری‌های میتوکندری (و سایر اختلالات بیوشیمیایی ارثی یا اکتسابی)
- سندرم‌های درد نوروپاتیک (مثلاً علت‌شناسی یا نوروپاتی‌های محیطی دردناک)
- هیپرگلیسینمی غیرکتوتیک
- آتروفی اولیووپونتو مخچه (برخی از اشکال مغلوب)
- سندرم رت
- کمبود سولفیت اکسیداز
- آنسفالوپاتی Wernicke